# Blanche Thebom
Blanche Thebom (Monessen, Pensilvania, 19 de septiembre de 1915 – San Francisco, 23 de marzo de 2010) fue una de las máximas mezzosopranos líricas de posguerra en Estados Unidos.
Hija de suecos, creció en Canton, Ohio, estudió con Margarete Matzenauer.
Debutó en Nueva York en 1941, y luego en el Metropolitan Opera como Brangäne en Tristán e Isolda en Filadelfia, luego como Fricka La valquiria, Tannhäuser y El oro del Rin. Cantó en el Met 22 temporadas, 356 representaciones en 28 roles de 27 óperas.
En 1947 debutó en la Ópera de San Francisco como Amneris en  Aida. Fue famosa Carmen, Octavian  El caballero de la rosa, Mother Marie (Diálogo de Carmelitas con Leontyne Price), Orfeo, Prince Orlovsky (Die Fledermaus), Laura (La Gioconda) y Dalila (Sansón y Dalila).
En 1958 cantó Dalila en el Teatro Colón dirigida por Sir Thomas Beecham junto a Ramón Vinay.
Su discografía incluye el célebre registro de Tristán e Isolda con  Wilhelm Furtwängler; Los Troyanos de Berlioz en Covent Garden, con Rafael Kubelík; Così fan tutte en el Festival de Glyndebourne con Sena Jurinac, y otro en inglés desde el Metropolitan Opera con Eleanor Steber, Roberta Peters y Richard Tucker.
Establecida en San Francisco desde 1970, enseñó y fundó programas de ópera. Murió a los 94 años de neumonía.